# Daisuke Tomita
Daisuke Tomita (Yamaguchi, 24 april 1977) is een Japans voetballer.

## Carrière
Daisuke Tomita speelde tussen 2000 en 2010 voor Mito HollyHock, Omiya Ardija en Vissel Kobe. Hij tekende in 2011 bij Ventforet Kofu.